# Aegista subchinensis
Aegista subchinensis é uma espécie de caracol terrestre pulmonado pertencente à família Camaenidae, encontrada em Taiwan.

## Descrição
O diâmetro da concha pode atingir 17 mm.
A concha apresenta um umbílico pronunciado e é semi-translúcida. Sua superfície possui estriações oblíquas e uma coloração castanha brilhante com uma faixa branca fina ao longo da periferia. Consiste em sete voltas ligeiramente convexas, sendo que a última volta se inclina suavemente para frente e apresenta um ângulo sutil na borda. O peristoma é esbranquiçado, espesso e ligeiramente voltado para fora.

## Distribuição
Essa espécie é endêmica da ilha de Taiwan.